# Banco de la Provincia de Buenos Aires
El Banco de la Provincia de Buenos Aires, también llamado simplemente Banco Provincia, es un banco público de Argentina. Fue fundado en 1822 y es el banco más antiguo de Hispanoamérica, emisor del primer billete y cheque nacional; y actualmente es el cuarto banco más grande de Argentina por cantidad de activos.

## Historia
El 15 de enero de 1822 se convocó a una reunión de vecinos en Buenos Aires para tratar el proyecto de la creación de un banco. En ese momento el gobierno bonaerense estaba a cargo de Martín Rodríguez, teniendo considerable influencia Bernardino Rivadavia, entonces ministro de Gobierno. Dicha reunión fue convocada y presidida por el entonces Ministro de Hacienda Manuel José García. En ella se decidió crear el Banco de Buenos Aires, también conocido como Banco de Descuentos, al que se lo organizaría bajo la figura jurídica de sociedad anónima privada. El 1º de julio de 1824, el Gobierno contrató con la Banca Baring el empréstito por 1.000.000 de libras esterlinas, del cual el Banco fue el administrador. El 15 % de diferencia de colocación representó 150 000 libras, de ellas el consorcio en su conjunto se llevó 120 000 libras en carácter de comisión, y los 30 000 restantes fueron para Baring, lo que sería señalado como el origen de la deuda externa argentina. En cuanto el préstamo llegó, el dinero fue entregado al Banco de Descuento para que lo entregara como créditos a sus clientes, a intereses mucho más bajos que los que pagaba la provincia por ese dinero. De la suma recibida, solo llegaron al Río de la Plata en oro, como estaba convenido, el 4 % de lo pactado, 20 678 libras.
En particular este banco, además de haber impreso el primer billete nacional argentino, también fue la primera sociedad anónima constituida en Argentina. La composición accionaria de la sociedad era variada, había hacendados, militares, clérigos, profesionales, criollos, ingleses, españoles, franceses y alemanes.
Durante su historia el banco tuvo distintos nombres y formas jurídicas. Como ya se ha mencionado, en 1822 fue bautizado como Banco de Buenos Ayres, constituido como una sociedad anónima privada, con promoción y auspicio del gobierno provincial. Cuatro años más tarde, en 1826 se reestructuró y pasó a llamarse Banco de las Provincias Unidas de Río de la Plata, aunque popularmente se lo denominaba Banco Nacional, bajo el estatus de sociedad mixta con sección de Casa de Moneda anexa.
El 28 de enero de 1826, el Congreso General Constituyente de las Provincias Unidas del Río de la Plata, mediante una ley firmada por Manuel de Arroyo y Pinedo, en ese entonces Presidente del Congreso, se establece el "Reglamento" para el establecimiento del Banco Nacional. Poco después, el 2 de febrero, se establecieron las autoridades del Banco.
Una década después, en 1836, queda bajo la administración de la Junta administradora de Papel Moneda y de la Casa de Moneda Metálica, también conocida como Casa de la Moneda de la Provincia, organizándose como una entidad mixta bajo gestión estatal, con sección bancaria y departamento de billetes y amonedación.
El 5 de julio de 1856 se le permitió al Banco de la Provincia otorgar créditos con garantía real sobre inmuebles. Así se convertía en la primera institución bancaria sudamericana en otorgar préstamos hipotecarios.

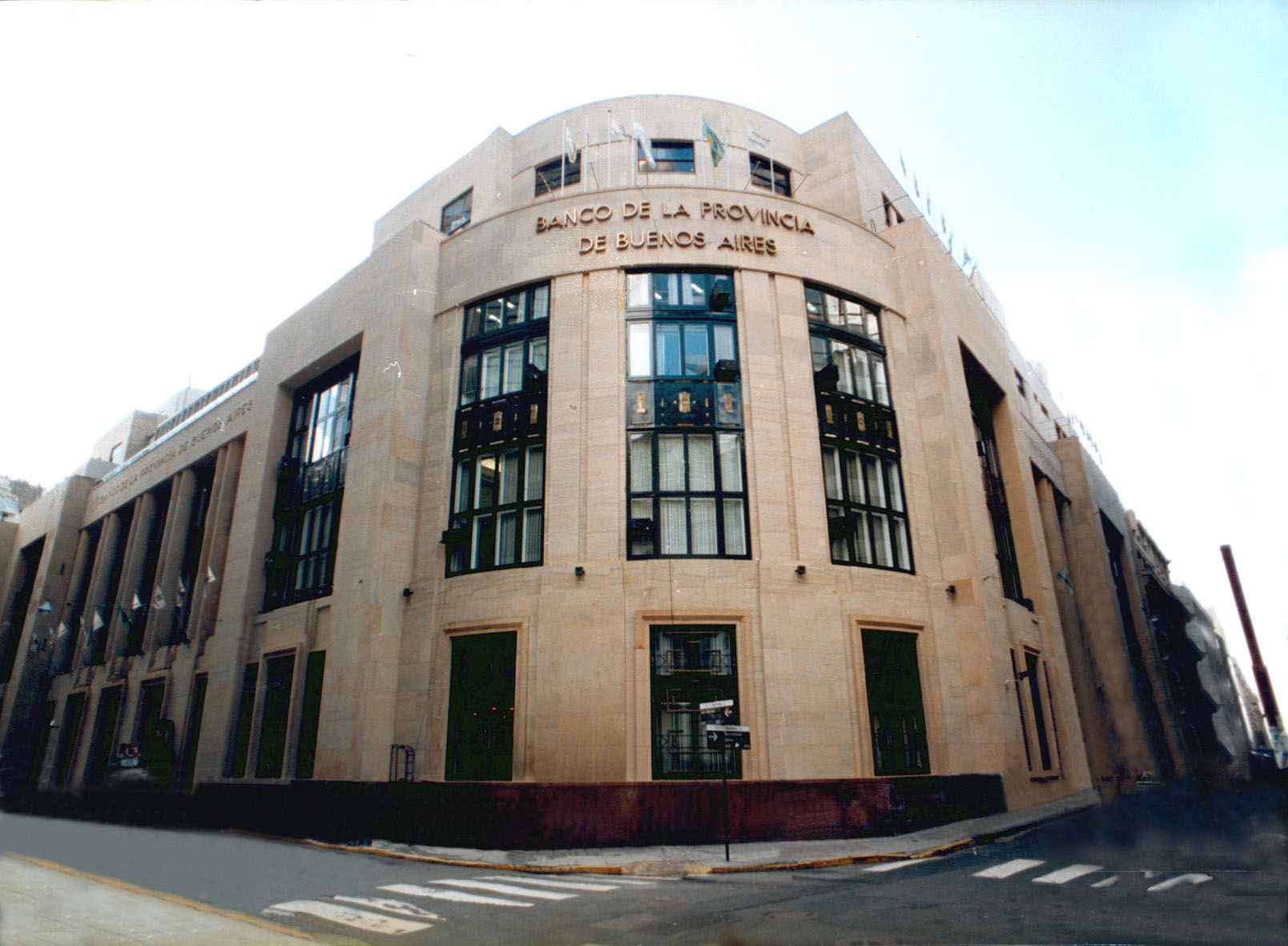
Casa Central del Banco Provincia. San Martín 137, Buenos Aires.

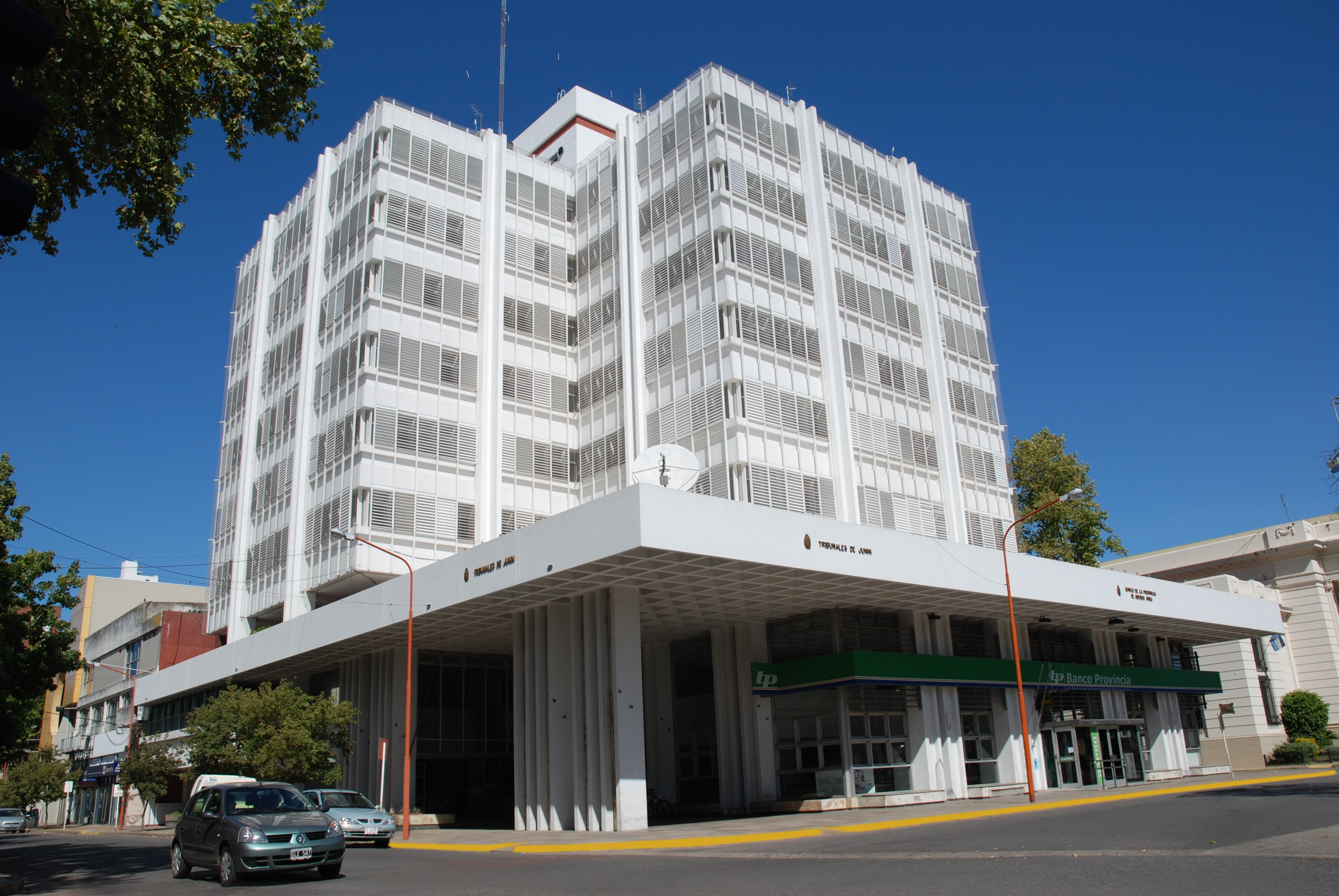
Una de las sucursales del Banco Provincia en la ciudad de Junín.

El Pacto de San José de Flores firmado el 11 de noviembre de 1859, libera al banco del pago de todo tipo de impuestos de recaudación nacional, el beneficio perdura hasta el día de la fecha y por eso es la única entidad bancaria de Argentina que no grava IVA sobre sus productos y servicios.
La actual denominación de Banco de la Provincia de Buenos Aires data de 1863, y la Casa Matriz de La Plata se incorpora luego de que en 1882 se fundase la ciudad.

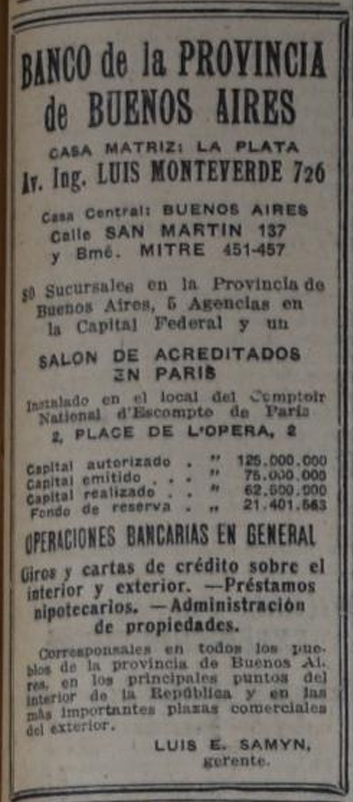
Publicidad del Banco Provincia en La Vanguardia del 20 de junio de 1930

El 7 de octubre de 1946 asume la presidencia Arturo Jauretche. Su gestión fue una de las más importantes de la historia de la Institución. Frente al decreto 11.554/46 del gobierno de Juan Domingo Perón, la provincia de Buenos Aires se ve ante el peligro de perder su banco, por ese entonces entidad mixta organizada como sociedad anónima. El gobernador provincial, Domingo Mercante resuelve estatizar el Banco Provincia mediante la compra de los títulos a los accionistas privados, que representaban el 50 % del capital emitido. De esta manera, el Banco Provincia se convirtió en el banco público del Estado bonaerense, forma jurídica que mantiene hasta hoy día.
En 2007 el banco presentó el comercial titulado «Don Luis y Perla», considerado el primer anuncio en televisión emitido en Argentina que presentaba de manera positiva a una persona travesti.

## Autoridades

### Principales autoridades
Las máximas autoridades son Juan Cuattromo como presidente y Rubén González Ocantos como gerente general.

#### Directorio
El Directorio del Banco Provincia está conformado por el presidente, vicepresidente, director secretario y directores, todos los cuales son elegidos por el Poder Ejecutivo provincial, y con acuerdo del Senado provincial pueden ejercer sus funciones.
Actualmente Humberto A. Vivaldo es el director secretario, y Rubén González Ocantos ocupa el cargo de Gerente General. Los directores son Carlos Fernández, Alejandro Formento, Sebastián Galmarini, Laura González, Santiago Nardelli y Bruno Screnci.

## Presidentes
| N.º | Nombre                         | Periodo                                           |
| --- | ------------------------------ | ------------------------------------------------- |
| 1   | Manuel José García             | 15 de enero al 18 de marzo de 1822                |
| 2   | Guillermo Cartwright           | 20 de marzo al 3 de julio de 1822                 |
| 3   | Juan Pedro de Aguirre          | 15 de julio de 1822 - 23 de diciembre de 1824     |
| 4   | Manuel Hermenegildo de Aguirre | 28 de diciembre de 1824 - 31 de enero de 1826     |
| 5   | Juan Pedro de Aguirre          | 1 de febrero al 11 de agosto de 1826              |
| 6   | Manuel de Arroyo y Pinedo      | 12 de agosto de 1826 - 25 de agosto de 1828       |
| 7   | Mariano Andrade                | 28 de agosto al 2 de septiembre de 1828           |
| 8   | Félix Álzaga                   | 4 de septiembre de 1828 - 27 de julio de 1829     |
| 9   | Mariano Andrade                | 28 de julio al 21 de agosto de 1829               |
| 10  | Ramón Larrea                   | 25 de agosto de 1829 - 23 de febrero de 1830      |
| 11  | Mariano Andrade                | 28 de febrero al 17 de septiembre de 1830         |
| 12  | Miguel Mármol Ibarrola         | 21 de septiembre de 1830 - 30 de enero de 1831    |
| 13  | José María Escalada            | 31 de enero al 11 de marzo de 1831                |
| 14  | José Ignacio Garmendia         | 12 de marzo al 23 de septiembre de 1831           |
| 15  | José María Escalada            | 27 de septiembre de 1831 - 5 de junio de 1832     |
| 16  | José Ignacio Garmendia         | 8 de junio de 1832 - 1 de junio de 1836           |
| 17  | Bernabé Escalada               | 3 de junio de 1836 - 31 de marzo de 1854          |
| 18  | Pedro José Vela                | 1 de abril al 29 de septiembre de 1854            |
| 19  | Manuel Ocampo                  | 30 de septiembre al 29 de octubre de 1854         |
| 20  | Jaime Llavallol                | 3 de noviembre de 1854 - 3 de julio de 1855       |
| 21  | Manuel Ocampo                  | 4 de julio al 31 de diciembre de 1855             |
| 22  | Jaime Llavallol                | 2 de enero al 29 de junio de 1856                 |
| 23  | Manuel Ocampo                  | 30 de junio al 31 de diciembre de 1856            |
| 24  | Jaime Llavallol                | 2 de enero al 29 de junio de 1857                 |
| 25  | Manuel Ocampo                  | 30 de junio al 30 de diciembre de 1857            |
| 26  | Mariano Saavedra               | 2 de enero al 29 de junio de 1858                 |
| 27  | Manuel Ocampo                  | 30 de junio al 31 de diciembre de 1858            |
| 28  | Jaime Llavallol                | 3 de enero al 30 de junio de 1859                 |
| 29  | Mariano Saavedra               | 1 de julio al 31 de diciembre de 1859             |
| 30  | Manuel Ocampo                  | 4 de enero al 30 de junio de 1860                 |
| 31  | Mariano Saavedra               | 2 de junio al 31 de diciembre de 1860             |
| 32  | Jaime Llavallol                | 2 de enero al 30 de junio de 1861                 |
| 33  | Mariano Saavedra               | 1 de julio al 30 de diciembre de 1861             |
| 34  | Vicente Cazón                  | 2 de enero al 30 de junio de 1862                 |
| 35  | Mariano Haedo                  | 1 de julio al 30 de diciembre de 1862             |
| 36  | Jaime Llavallol                | 2 de enero al 30 de junio de 1863                 |
| 37  | Juan Bautista Peña             | 1 de julio al 30 de diciembre de 1863             |
| 38  | Vicente Cazón                  | 2 de enero al 30 de junio de 1864                 |
| 39  | Jaime Llavallol                | 1 de julio al 30 de diciembre de 1864             |
| 40  | Vicente Cazón                  | 2 de enero al 30 de junio de 1865                 |
| 41  | José Manuel Estrada            | 3 de julio de 1865 - 2 de julio de 1866           |
| 42  | Juan Pedro Esnaola             | 3 de julio al 31 de diciembre de 1866             |
| 43  | Francisco Balbín               | 2 de enero de 1867 - 27 de enero de 1868          |
| 44  | Mariano Acosta                 | 29 de enero de 1868 - 8 de julio de 1870          |
| 45  | José Martínez de Hoz           | 12 de julio al 13 de septiembre de 1870           |
| 46  | Mariano Saavedra               | 3 de abril de 1871 - 31 de octubre de 1873        |
| 47  | Alejandro Arocena              | 3 de noviembre de 1873 - 3 de julio de 1874       |
| 48  | Carlos Casares                 | 4 de julio de 1874 - 30 de abril de 1875          |
| 49  | Eduardo Madero                 | 1 de mayo al 30 de junio de 1875                  |
| 50  | Manuel Ocampo                  | 2 de julio de 1875 - 9 de enero de 1878           |
| 51  | Eduardo Madero                 | 11 de enero de 1878 - 12 de marzo de 1879         |
| 52  | Vicente Fidel López            | 13 de marzo de 1879 - 29 de diciembre de 1881     |
| 53  | Carlos Casares                 | 2 de enero de 1882 - 19 de enero de 1883          |
| 54  | Francisco Uriburu              | 14 de mayo de 1883 - 31 de diciembre de 1884      |
| 55  | Antonino Cambaceres            | 3 de enero de 1884 - 24 de mayo de 1887           |
| 56  | Daniel Donovan                 | 27 de junio de 1887 - 31 de diciembre de 1888     |
| 57  | Alberto Casares                | 6 de mayo al 13 de noviembre de 1890              |
| 58  | Luis García                    | 14 de noviembre de 1890 - 8 de febrero de 1892    |
| 59  | Félix Soriano                  | 9 de febrero de 1892 - 30 de agosto de 1893       |
| 60  | Ricardo Lavalle                | 31 de agosto al 29 de septiembre de 1893          |
| 61  | Eduardo Basavilbaso            | 30 de septiembre al 19 de diciembre de 1893       |
| 62  | Nicolás E. Videla              | 12 de enero al 28 de abril de 1894                |
| 63  | José Marcó del Pont            | 2 de mayo de 1894 - 29 de febrero de 1896         |
| 64  | Eduardo Lanús                  | 2 de marzo de 1896 - 28 de mayo de 1898           |
| 65  | Juan Manuel Ortiz de Rosas     | 1 de junio de 1898 - 21 de mayo de 1902           |
| 66  | Eduardo Zenavilla              | 16 de septiembre de 1902 - 31 de mayo de 1904     |
| 67  | Julián Balbín                  | 8 de julio de 1904 - 15 de diciembre de 1911      |
| 68  | Alfredo Echagüe                | 1 de marzo de 1912 - 18 de marzo de 1913          |
| 69  | Enrique Santamarina            | 25 de marzo al 24 de octubre de 1913              |
| 70  | Julián Balbín                  | 12 de diciembre de 1913 - 9 de febrero de 1915    |
| 71  | Antonio Robirosa               | 5 de diciembre de 1916 - 7 de mayo de 1918        |
| 72  | Tomás de Veyga                 | 10 de mayo de 1918 - 4 de noviembre de 1919       |
| 73  | Nicolás Casarino               | 16 de enero de 1920 - 20 de octubre de 1922       |
| 74  | Julio Moreno                   | 14 de noviembre de 1922 - 1 de octubre de 1926    |
| 75  | Manuel L. del Carril           | 22 de marzo de 1927 - 18 de marzo de 1930         |
| 76  | Cornelio Viera                 | 17 de mayo al 5 de septiembre de 1930             |
| 77  | Vicente Casares                | 19 de septiembre de 1930 - 8 de febrero de 1935   |
| 78  | Ernesto Hueyo                  | 23 de abril de 1935 - 9 de mayo de 1941           |
| 79  | Matías Sánchez Sorondo         | 13 de mayo de 1941 - 2 de julio de 1943           |
| 80  | Rodolfo de Álzaga Unzué        | 20 de julio de 1943 - 17 de noviembre de 1944     |
| 81  | Francisco Stewart              | 7 de febrero al 14 de septiembre de 1945          |
| 82  | Virgilio Maffei                | 20 de noviembre de 1945 - 4 de octubre de 1946    |
| 83  | Arturo Jauretche               | 7 de octubre de 1946 - 31 de enero de 1950        |
| 84  | Pedro Fiorito                  | 1 de febrero de 1950 - 11 de junio de 1952        |
| 85  | Octavio Vivas                  | 14 de junio de 1952 - 5 de octubre de 1955        |
| 86  | Jorge Robirosa                 | 6 de octubre de 1955 - 14 de octubre de 1957      |
| 87  | Lucio Juan Florio              | 15 de octubre de 1957 - 2 de junio de 1958        |
| 88  | Jorge Wehbe                    | 3 de junio de 1958 - 29 de marzo de 1960          |
| 89  | Mauricio Ottolenghi            | 23 de junio de 1961 - 2 de julio de 1962          |
| 90  | Lucio Juan Florio              | 3 de julio al 13 de noviembre de 1962             |
| 91  | Raúl Salaberren                | 15 de enero al 20 de mayo de 1963                 |
| 92  | Raúl Dumm                      | 21 de agosto al 7 de octubre de 1963              |
| 93  | Alfredo Prat                   | 8 de noviembre de 1963 - 15 de agosto de 1966     |
| 94  | Horacio Rivara                 | 16 de agosto de 1966 - 11 de junio de 1970        |
| 95  | Ricardo Lumi                   | 24 de septiembre de 1971 - 14 de junio de 1973    |
| 96  | Carlos Acevedo                 | 29 de junio de 1973 - 7 de marzo de 1974          |
| 97  | Orlando Santos                 | 8 de marzo al 10 de junio de 1974                 |
| 98  | José Constantino Barro         | 7 de agosto de 1974 - 29 de septiembre de 1975    |
| 99  | Juan Manganiello               | 3 de octubre de 1975 - 23 de marzo de 1976        |
| 100 | Rodolfo Bullrich               | 12 de abril de 1976 - 8 de abril de 1981          |
| 101 | Rodolfo Lanús de la Serna      | 9 de abril al 30 de diciembre de 1981             |
| 102 | Héctor Pujato                  | 8 al 20 de enero de 1982                          |
| 103 | Adolfo Buscaglia               | 21 de enero al 22 de julio de 1982                |
| 104 | Manuel González Abad           | 26 de agosto de 1982 - 21 de julio de 1983        |
| 105 | Arnaldo Cisilino               | 26 de julio al 21 de diciembre de 1983            |
| 106 | Aldo Ferrer                    | 23 de diciembre de 1983 - 17 de diciembre de 1987 |
| 107 | Eduardo Amadeo                 | 18 de diciembre de 1987 - 18 de diciembre de 1991 |
| 108 | Rodolfo Frigeri                | 19 de diciembre de 1991 - 8 de diciembre de 1997  |
| 109 | Carlos Sánchez                 | 26 de diciembre de 1997 - 11 de abril de 1999     |
| 110 | Rodolfo Frigeri                | 31 de mayo al 30 de noviembre de 1999             |
| 111 | Ricardo Ángel Gutiérrez        | 14 de diciembre de 1999 - 14 de diciembre de 2003 |
| 112 | Jorge Sarghini                 | 15 de diciembre de 2003 - 14 de julio de 2005     |
| 113 | Martín Lousteau                | 28 de diciembre de 2005 - 10 de diciembre de 2007 |
| 114 | Guillermo Francos              | 13 de diciembre de 2007 - 14 de diciembre de 2011 |
| 115 | Gustavo Marangoni              | 15 de diciembre de 2011 - 31 de diciembre de 2015 |
| 116 | Juan E. Curutchet              | 1 de enero de 2016 - 8 de febrero de 2020         |
| 117 | Juan Cuattromo                 | 26 de diciembre de 2019 - Actualidad              |